# Ennstalbanan
|  |  |  |

|  | Straight track |

|  | Station on track |

|  | Unknown BSicon "ABZgl" |

|  | Enter and exit tunnel |

|  | Station on track |

|  | Enter and exit short tunnel |

|  | Enter and exit short tunnel |

|  | Station on track |

|  | Stop on track |

|  | Station on track |

|  | Stop on track |

|  | Station on track |

|  | Station on track |

|  | Station on track |

|  | Station on track |

|  | Station on track |

|  | Stop on track |

|  | Stop on track |

|  | Station on track |

|  | Stop on track |

|  | Stop on track |

|  | Station on track |

|  | Station on track |

|  | Station on track |

|  | Unknown BSicon "ABZg+l" |

|  | Station on track |

|  | Stop on track |

|  | Station on track |

|  | Unknown BSicon "ABZg+r" |

|  | Station on track |

|  | Unknown BSicon "ABZgl" |

|  | Straight track |

|  |  |  |

|  | Straight track |

|  | Station on track |

|  | Unknown BSicon "ABZgl" |

|  | Enter and exit tunnel |

|  | Station on track |

|  | Enter and exit short tunnel |

|  | Enter and exit short tunnel |

|  | Station on track |

|  | Stop on track |

|  | Station on track |

|  | Stop on track |

|  | Station on track |

|  | Station on track |

|  | Station on track |

|  | Station on track |

|  | Station on track |

|  | Stop on track |

|  | Stop on track |

|  | Station on track |

|  | Stop on track |

|  | Stop on track |

|  | Station on track |

|  | Station on track |

|  | Station on track |

|  | Unknown BSicon "ABZg+l" |

|  | Station on track |

|  | Stop on track |

|  | Station on track |

|  | Unknown BSicon "ABZg+r" |

|  | Station on track |

|  | Unknown BSicon "ABZgl" |

|  | Straight track |

Ennstalbanan är en 99 kilometer lång enkelspårig järnväg i de österrikiska förbundsländerna Salzburg och Steiermark som ingår i det österrikiska huvudbanenätet. Ennstalbanan går från Bischofshofen där den ansluter till Salzburg-Tirolerbanan längs floden Enns till Selzthal där den ansluter till Phyrnbanan och Rudolfsbanan. 

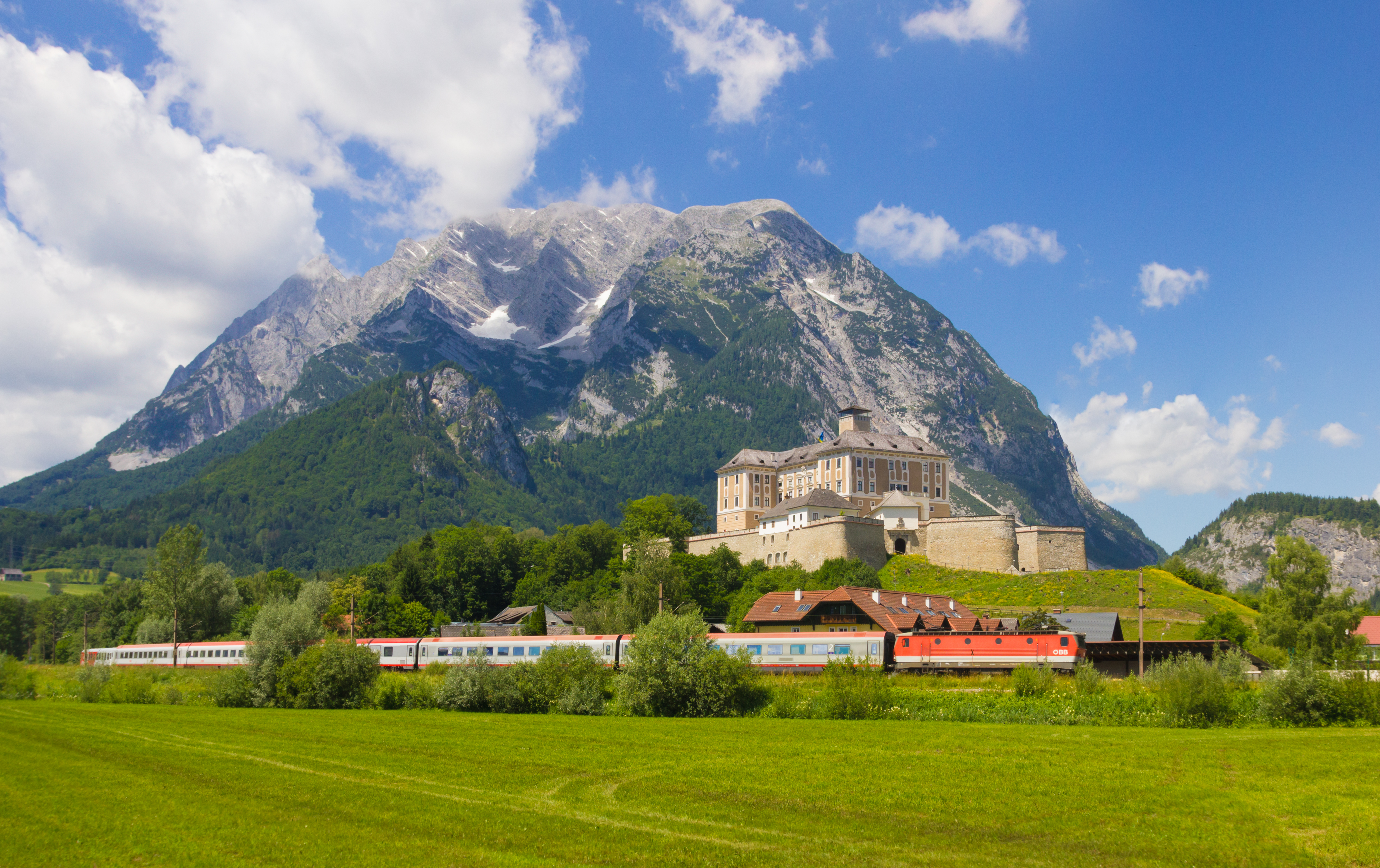
IC-tog nära Trautenfels.

Ennstalbanan byggdes av järnvägsbolaget k.k. privilegierte Kaiserin Elisabeth-Bahn som då var ett av de största järnvägsbolagen i Österrike. Järnvägsbolaget var ansvarigt för utbyggnaden av järnvägar mellan Bayern och Österrike med sträckorna München – Salzburg – Wien, Regensburg – Linz och Rosenheim – Kufstein – Innsbruck samt ytterligare mindre banor. På 1850-talet planerades att bygga järnvägen Salzburg – Wien via Bruck an der Mur, men sträckningen ändrades av kostnadsskäl (dagens västbanan). Senare togs de gamla planerna fram för sträckan Bischofshofen –  Selzthal med anslutningar till Salzburg-Tirolerbanan i Bischofshofen och Rudolfsbanan i Selzthal som under tiden hade byggts eller höll på att byggas. Ennstalbanan invigdes 1875. 1884 förstatligades järnvägsbolaget k.k. privilegierte Kaiserin Elisabeth-Bahn.
Utbyggnad till dubbelspår är planerad.
Banan trafikeras av Intercitytåg från Graz till Salzburg respektive Innsbruck i tvåtimmarstakt. Mellan IC-tågen går regionalexpresståg från Bruck an der Mur till Schladming, även de i tvåtimmarstakt, men med planer på att förtäta regionaltrafiken till entimmarstakt. 